# گوستاو فرایتاگ
گوستاو فرایتاگ (آلمانی: Gustav Freytag؛ زاده ۱۳ ژوئیهٔ ۱۸۱۶ – درگذشته ۳۰ آوریل ۱۸۹۵) یک نویسنده اهل آلمان بود.